# Valentina Allegra de Fontaine
La Contessa Valentina Allegra de la Fontaine es un personaje que aparece en los cómics estadounidenses publicados por Marvel Comics. Creada por el escritor y artista Jim Steranko, apareció por primera vez en la colección «Nick Fury, Agent of S.H.I.E.L.D.» en Strange Tales #159 (agosto de 1967). En la serie de historietas Secret Warriors, Valentina se convierte en la nueva Madame Hydra, tras matar a la original.
Lisa Rinna interpretó a la personaje en la película de 1998 Nick Fury: Agent of S.H.I.E.L.D., y Julia Louis-Dreyfus la serie de televisión The Falcon and The Winter Soldier (2021) así como en las películas Black Widow (2021), Black Panther: Wakanda Forever (2022) y Thunderbolts (2025), todas parte del universo cinematográfico de Marvel.

## Historial de publicaciones
La Contessa apareció prominentemente a lo largo de la ejecución del creador Jim Steranko de Nick Fury, Agente de S.H.I.E.L.D. que apareció en Strange Tales # 168 (mayo de 1968) y en la serie de cómics del mismo nombre que comenzó el mes siguiente.
Un agente que literalmente lanzó al jefe de S.H.I.E.L.D., Nick Fury, por un bucle en su reunión inicial, rápidamente se convirtió en su interés amoroso y apareció en una secuencia de seducción silenciosa de una página en Nick Fury, Agente de S.H.I.E.L.D. # 2 que tenía dos paneles famosos. cambiado, a instancias de la Autoridad del Código de Comics. En el penúltimo panel, el director de arte de facto de Marvel, John Romita Sr., volvió a dibujar un teléfono que había sido descolgado por privacidad, colocando el receptor nuevamente en la base; en el último panel, se eliminó una imagen y se reemplazó con un primer plano de un elemento de una página anterior: una pistola fálica de cañón largo en una funda:

Entonces, un panel tenía el estéreo en el departamento de Fury para mostrar que había música sonando, cigarrillos en el cenicero en uno, había una secuencia de disparos intercalados donde ella se acercaba a él, mucho más íntimamente, había un beso, había un se levantó, y luego hubo un panel con el teléfono descolgado, el código del cómic [ sic ; El "Código de los cómics"] lo hizo volver a ponerse... [El último panel de esa página tenía a Nick y su anciana arrodillados, abrazados, y eso era demasiado para el Código, así que el panel fue reemplazado con una imagen de una pistola en su funda.

La historia fue reimpresa como se publicó en Nick Fury Special Edition # 1 (diciembre de 1983). Cuando se vuelve a imprimir, en Nick Fury, Agente de S.H.I.E.L.D.: Who Is Scorpio? (Marvel Enterprises, 2001; ISBN 978-0-7851-0766-8), sin embargo, se reinsertó panel final original del Steranko. En un tiro largo en blanco y negro con sombreado de pantalla , la pareja comienza a abrazarse, con Fury de pie y la Contessa en una rodilla, levantándose.

## Biografía del personaje ficticio
La condesa Valentina Allegra de Fontaine era miembro de la Jet set europea y ciudadana de Italia. Después de que sus padres fueron asesinados por ayudar a un movimiento de resistencia no especificado, la Contessa encontró que su vida no tenía sentido. Deseando continuar en sus lugares para que sus muertes no fueran en vano, la agencia internacional de espionaje S.H.I.E.L.D. la contactó y entró en un programa de capacitación para convertirse en agente.
Ella se encontró por primera vez con su director ejecutivo, Nick Fury, a bordo del cuartel general aerotransportado de S.H.I.E.L.D., el Helicarrier, hacia el final de su entrenamiento, impresionando a Fury lanzándolo de cabeza a cabeza con un lanzamiento de judo después de pronunciar un comentario desagradable sobre agentes femeninos. Los dos finalmente se convirtieron en amantes, y su relación continuó durante muchos años.
Como resultado de los extraordinarios talentos y habilidades de la Contessa en muchas áreas, rápidamente se convirtió en un miembro destacado de S.H.I.E.L.D. También fue nombrada en un momento como la líder de Femme Force de S.H.I.E.L.D.
Finalmente fue reasignada al puesto de Enlace de S.H.I.E.L.D. en el Reino Unido. En esa capacidad, se le encomendó la tarea de brindar apoyo al superhéroe británico Union Jack, a la superheroína israelí Sabra y al superhéroe saudí Caballero Árabe para frustrar un ataque terrorista de Ideas Radicalmente Avanzadas en Destrucción (RAID) en Londres, Inglaterra. Poco después, trabajó con el comodoro Lance Hunter y Alistaire Stuart en la creación de la versión británica de la Ley de Registro de Superhumanos. Luego se reunió con Joseph Hauer, Pete Wisdom, Capitán Britania y Union Jack para informarles sobre las ramificaciones de la Ley en la población sobrehumana británica.
En algún momento, Valentina Allegra de Fontaine se acercó a Amanda Armstrong donde le informó que su difunto padre era un agente de S.H.I.E.L.D. Ella aceptó la oferta de Valentina mientras usaba su banda como una tapadera para su doble vida.

### Invasión secreta
Se revela que poco después de la Guerra Secreta, un agente Skrull se hizo pasar por Contessa de Fontaine para espiar a Nick Fury y aprender tantos secretos como sea posible. Sin embargo, Fury comenzó a sospechar y mató al agente, que luego volvió a su verdadera forma, revelando así la Invasión a Fury.
Después de la muerte del Capitán América, un segundo impostor haciéndose pasar por la Contessa se acercó a Dum Dum Dugan con la intención de conocer la ubicación de Fury, a quien buscan los Skrulls. Después de que revela que no sabe, el impostor apuñala a Dugan con garras que se parecen a las del X-Men, Wolverine. Después de que el cuerpo de Dugan es arrojado al océano, el impostor toma su lugar.

### Secret Warriors
Tanto Dugan como la Contessa luego se muestran vivos y saludables. Son liberados del cautiverio junto con los otros humanos secuestrados y reemplazados por Skrulls.
En el estreno de la serie Secret Warriors, donde Nick Fury está luchando contra el H.A.M.M.E.R. de Norman Osborn, se muestra que Hydra siempre ha controlado S.H.I.E.L.D., desde el principio. Fontaine se convierte en la nueva Madame Hydra, y se revela que fue un topo ruso reclutado en S.H.I.E.L.D. Ella está trabajando para el antiguo grupo de espionaje soviético llamado Leviathan. Esta traición es conocida por Fury, que está trabajando para derribar a Hydra y Leviathan. Fontaine mata a la actual Madame Hydra, que revive en una nueva forma. Después de su derrota, Nick Fury intenta rescatar a Contessa de la cárcel.
En las páginas de la miniserie "Ravencroft", Valentina es vista como miembro de J.A.N.U.S.

## Otras versiones

### MC2
En el universo alternativo de sello MC2, la Contessa es una agente de S.H.I.E.L.D. que se encuentra con Spider-Girl.

### Ultimate Marvel
En el Universo Ultimate Marvel, Valentina Allegra de Fontaine es la presidenta del Grupo OXE, actualmente el mayor holding del mundo. Ella es parte del Kratos Club secreto, un grupo de multimillonarios industriales cuyo objetivo es usar su influencia para garantizar que se hagan las cosas correctas, pase lo que pase.

### Tierra X
En la historia reciente que condujo a la Tierra X, ella todavía era un miembro activo de S.H.I.E.L.D. cuando Norman Osborn toma el control de los Estados Unidos de América. Cuando Nick Fury se negó a tratar con Osborn, Osborn había creado las criaturas parásitas Hydra a partir de la información que obtuvo de los archivos de Bloodstone. Los Hydra fueron enviados a atacar y derribar el helicarrier de SHIELD, haciendo que se estrellara. Muchos agentes de S.H.I.E.L.D., Contessa entre ellos, se transformaron en cuerpos anfitriones del organismo Hydra.
Al igual que todas las personas infectadas con Hydra, Contessa fue asesinada y su cuerpo usurpado por el parásito Hydra que se aferra al pecho de su cuerpo. Mientras su alma fue transportada al Reino de los Muertos donde reviviría momentos de su historia, su cuerpo físico se convirtió en miembro del grupo Hydra dirigido por la "Señora Hydra" que controlaba el cuerpo de She-Hulk.
La mayoría de los Hydra terminaron en Nueva York, donde aparentemente serían asesinados por el ejército invasor del Cráneo, sin embargo, el grupo sobreviviría y regresaría a una base secreta. Allí, la Hidra sería desterrada al Limbo por el Capitán América, que estaba armado con el desintegrador de Rom.
El alma de Contessa sería incluida en el ejército de muertos de Mar-Vell en una batalla final contra la Muerte, Thanos, Mephisto. Más tarde se le concedería un lugar en el paraíso de Mar-Vell, después de esto se desconoce su paradero actual.

### Mutante X
En Mutante X, la Contessa es una agente de S.H.I.E.L.D. que luchó contra Havok y los Seis en la Isla de la Libertad cuando S.H.I.E.L.D. planeó lanzar el Virus Legacy que mataría toda la vida superpoderosa.

## En otros medios

### Televisión
Valentina Allegra de Fontaine hace un cameo sin voz en The Avengers: Earth's Mightiest Heroes. En el episodio "Soldado del Invierno", aparece como miembro del escuadrón de Nick Fury sacado por el Soldado del Invierno.

### Película
Valentina Allegra de Fontaine apareció en la película de televisión de 1998, Nick Fury: Agent of S.H.I.E.L.D., interpretada por Lisa Rinna. 

### Universo cinematográfico de Marvel
Valentina Allegra de Fontaine, aparece en medios de acción en vivo ambientados en el Universo cinematográfico de Marvel, interpretada por Julia Louis-Dreyfus. En un artículo publicado en Vanity Fair, se reveló que se suponía que Louis-Dreyfus haría su primera aparición como Fontaine en la película Black Widow (2021) antes de que se retrasara debido a la Pandemia de COVID-19.
- De Fontaine aparece por primera vez en la miniserie, The Falcon and The Winter Soldier (2021). En el episodio "La Verdad", ella es una noble corrupta y paranoica que se acerca a John Walker tras ser despojado del manto del Capitán América tras asesinar a un miembro de los Flag Smashers. Ella expresa compasión por su situación y le dice que sus servicios podrían ser útiles para sus empleados. En el final de la serie "Un Mundo, Un Pueblo", ella se encuentra con Walker una vez más para darle un traje nuevo y llamarlo U.S. Agent.
- De Fontaine aparece en una escena poscréditos de Black Widow, donde contrata a Yelena Belova para matar a Clint Barton, a quien ella afirma es responsable de la muerte de la figura hermana de Belova, Natasha Romanoff; la cliente de De Fontaine que solicitó esta misión es Eleanor Bishop.
- De Fontaine aparece en Black Panther: Wakanda Forever (2022),[19]como la nueva directora de la CIA y exesposa de Everett K. Ross, el principal enlace entre Wakanda y el mundo exterior. Ella desea que Estados Unidos adquiera el suministro de vibranium de Wakanda. Ella había arrestado a Ross por su lealtad a Wakanda, pero sin que ella lo supiera, Okoye rescató a Ross antes de que pudiera ser enviado a prisión.
- De Fontaine volvió a aparecer en la película Thunderbolts* (2025).[20]Mientras enfrenta un juicio político debido a su trabajo con el proyecto sobrehumano "Sentry" del Grupo O.X.E., ella hace que Belova, U.S. Agent y Ghost formen los Thunderbolts, que luego rebautiza como los Nuevos Vengadores.